# VAr (mértékegység)
A var (volt-amper-reaktív) egy SI-rendszeren kívüli mértékegység, mellyel a meddő energia (kapacitív vagy induktív reaktancia) teljesítményét mérik.
A meddő teljesítmény jele Q, értéke {\displaystyle Q=U\times I\times \sin \varphi },
Háromfázisú hálózatban {\displaystyle Q={\sqrt {3}}\times U\times I\times \sin \varphi },
ahol
{\displaystyle U}: feszültség
{\displaystyle I}: áram
{\displaystyle \varphi }: fázisszögeltérés a feszültség és az áram között

## A mértékegység műszaki jelentése
Minden váltóáramú hálózatban, ahol nem csak ohmos fogyasztók vannak, tapasztalható az a jelenség, hogy a feszültség változásához képest előbb vagy később kezd el áram folyni (hullámaik között fáziseltolódás tapasztalható), induktív (késik a feszültséghez képest) vagy ritkábban kapacitív (siet a feszültséghez képest) okokból. Ez az áram a várhatónál jobban terheli például a vezetékeket, és mivel ez jelentős (akár 50%-os) értéket is elérhet, a vezeték méretezésénél figyelembe kell venni. Az induktív hatást például beiktatott kapacitív fogyasztókkal szükséges mérsékelni.